# جيري إل. أتوود
جيري إل. أتوود (بالإنجليزية: Jerry L. Atwood)‏ هو كيميائي أمريكي، ولد في 1942.